# Asya Yeutykh
Asya Yeutykh (adigués: Еутых Ася Аслъан и пхъу, Yevtıh Asya Asl'an yi pxhu; ruso: Ася Аслановна Еутых, también transcrito Asja Aslanowna Jeutych; Sovetskaya, 8 de diciembre de 1962) es una orfebre y cuchillera de la República de Adygea. Sus obras forman parte de colecciones públicas y privadas, entre ellas las de Vladímir Putin y el Museo del Hermitage.

## Biografía
Yeutykh nació el 8 de diciembre de 1962 en Sovetskaya, un pueblo de la región de Kuban. Su abuelo, al que nunca conoció, era también orfebre y el oficio hereditario de la familia es la metalistería de alto nivel. Su abuela transmitió a Yeutykh secretos familiares. Estudió en la Escuela Municipal nº 8 de Maykop y posteriormente comenzó la carrera de Bellas Artes en la Academia Tecnológica Estatal de Karachay-Cherkesia. Después se trasladó a la Universidad Estatal de Kuban para estudiar arte y diseño gráfico. Está casada con Ruslan Turkav. Tienen dos hijos.
La arqueología y el patrimonio de Adigueya inspiran gran parte de la obra de Yeutykh, en particular la cultura hitita, el arte escita y el patrimonio cultural de su tierra. Quizá sea más conocida por sus acinaces (espadas), de origen escita. También reinventó una aleación histórica, a la que llamó Juvelus, compuesta de estaño, cobre, plata y oro; supuestamente se basa en una antigua receta. Inspirándose en el rico patrimonio y la arqueología de Adiguesia, cada año elabora una nueva figura inspirada en las tradiciones culturales de Adiguesia; en 2016 forjó una semejanza de Bigfoot, o Mezil, como se conoce allí. Otra obra significativa es El árbol de los deseos, basada en el folclore circasiano.
En 1998 creó el equipo y el arma para el príncipe jordano y su guardia real circasiana privada. Este proyecto conmemoraba el éxodo del pueblo adyghe a finales del siglo XIX. En 2007, más de 600 de sus obras se expusieron en el Museo del Hermitage, en el marco de una muestra que celebraba el 450 aniversario de la incorporación de Adiguesia y Kabardino-Balkaria al Estado ruso. La exposición fue comisariada por Yu Yu Piotrovsky. En 2015, se celebró en Krasnodar una retrospectiva de su obra, titulada Asya Yeutykh: 5000 años, que incluía 330 de sus obras, entre ellas un trono escita de dos metros de altura, rhytons, dagas, copas de oro y joyas. En 2013, el tótem de ese año fue una serpiente. En 2021, se estaba trabajando en un nuevo centro para la obra de Yeutykh, que constará de una sala de exposiciones, talleres y estudios, conocido como Golden Storeroom. Se pretende que se convierta en un centro mundial para el trabajo de los metales nobles.

## Premios y reconocimientos
Yeutykh es miembro de la Academia Rusa de las Artes y de la Asociación de Artistas de Rusia y Artistas del Pueblo de la República de Adygea.

## Colecciones y exposiciones

### Colecciones públicas
La obra de Yeutykh es muy coleccionable y se puede encontrar en colecciones públicas, entre ellas:
- Rhyton (2000), Museo del Hermitage.[14]

### Colecciones privadas
La obra de Yeutykh es muy coleccionable y se puede encontrar en colecciones privadas, entre ellas:
- Vladímir Putin : ritones.[5]
- Hosni Mubarak.[5]
- Príncipe Alí bin Hussein : sables, dagas y cinturones para su guardia circasiana (1998).[15][6]
- Princesa Rym al-Ali : conjunto de joyas para su boda con el príncipe Ali bin Hussein (2004).[6][15]
- Yuri Temirkanov : batuta del director (2003).[15]

### Exposiciones
- En el espejo de las tradiciones, Museo del Hermitage (2007).[2]
- Asya Yeutykh: 5000 años (2015).[1]

## Publicaciones
- В зеркале традиций. Произведения ювелира Аси Еутых. (Museo del Hermitage, 2012).[16]